# Sköle skola
Sköle skola var en högstadieskola i tätorten Matfors utanför Sundsvall som var verksam mellan åren 2002 och 2009.

## Historik
Högstadieskolan Sköle skola grundades 2002 då elevantalet på Matfors skola i årskurs sex till nio blev för stort. De båda skolorna delade skolgård med varandra. På Sköle skola gick eleverna från de så kallade "Utskolorna" (Lucksta skola, Runsviks skola och Allsta skola).
År 2009 lades Sköle skolas verksamhet ned på grund av sviktande elevunderlag. De två Högstadieskoorna i Matfors slogs ihop, och Matfors skola, blev då fyrparallellig. Skolans sista bedrift var att samla in mest pengar av alla skolor i Västernorrlands län till organisationen Operation Dagsverke.